# Max Vlassak
Max Vlassak (12 juli 1997) is een Belgische voormalige atleet, die gespecialiseerd was in het kogelstoten. Hij veroverde één Belgische titel.

## Biografie
Vlassak begon zijn carrière bij Sporting Atletiekclub Neerpelt en verhuisde eind 2018 naar Atletiekclub Lanaken.
Vlassak werd in 2020 voor het eerst Belgisch indoorkampioen kogelstoten. Enkele maanden later stopte hij met atletiek.

## Belgische kampioenschappen
Indoor
| Onderdeel   | Jaar |
| ----------- | ---- |
| kogelstoten | 2020 |

## Persoonlijke records
Outdoor
| Onderdeel   | Prestatie | Datum        | Plaats |
| ----------- | --------- | ------------ | ------ |
| kogelstoten | 17,32 m   | 29 juni 2019 | Ninove |

Indoor
| Onderdeel   | Prestatie | Datum        | Plaats |
| ----------- | --------- | ------------ | ------ |
| kogelstoten | 17,17 m   | 2 maart 2019 | Gent   |

## Palmares

### kogelstoten
- 2017:  BK AC - 15,70 m
- 2019:  BK indoor AC - 16,85 m
- 2019:  BK AC - 17,26 m
- 2020:  BK indoor AC - 17,08 m